# (742) Edisona

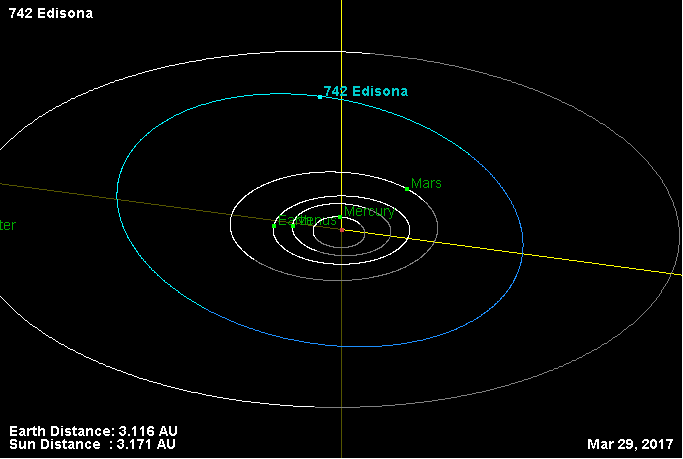
(742) Edisona

(742) Edisona est un astéroïde de la ceinture principale.

## Caractéristiques
Il a été découvert le 23 février 1913 par l'astronome allemand Franz Kaiser depuis Heidelberg. Sa désignation provisoire était 1913 QU.

Il est nommé en l'honneur de Thomas Edison.

Les calculs d'après les observations de l'IRAS lui accordent un diamètre d'environ 45 kilomètres.